# FireWire

Connectors de 6 i 4 pins.

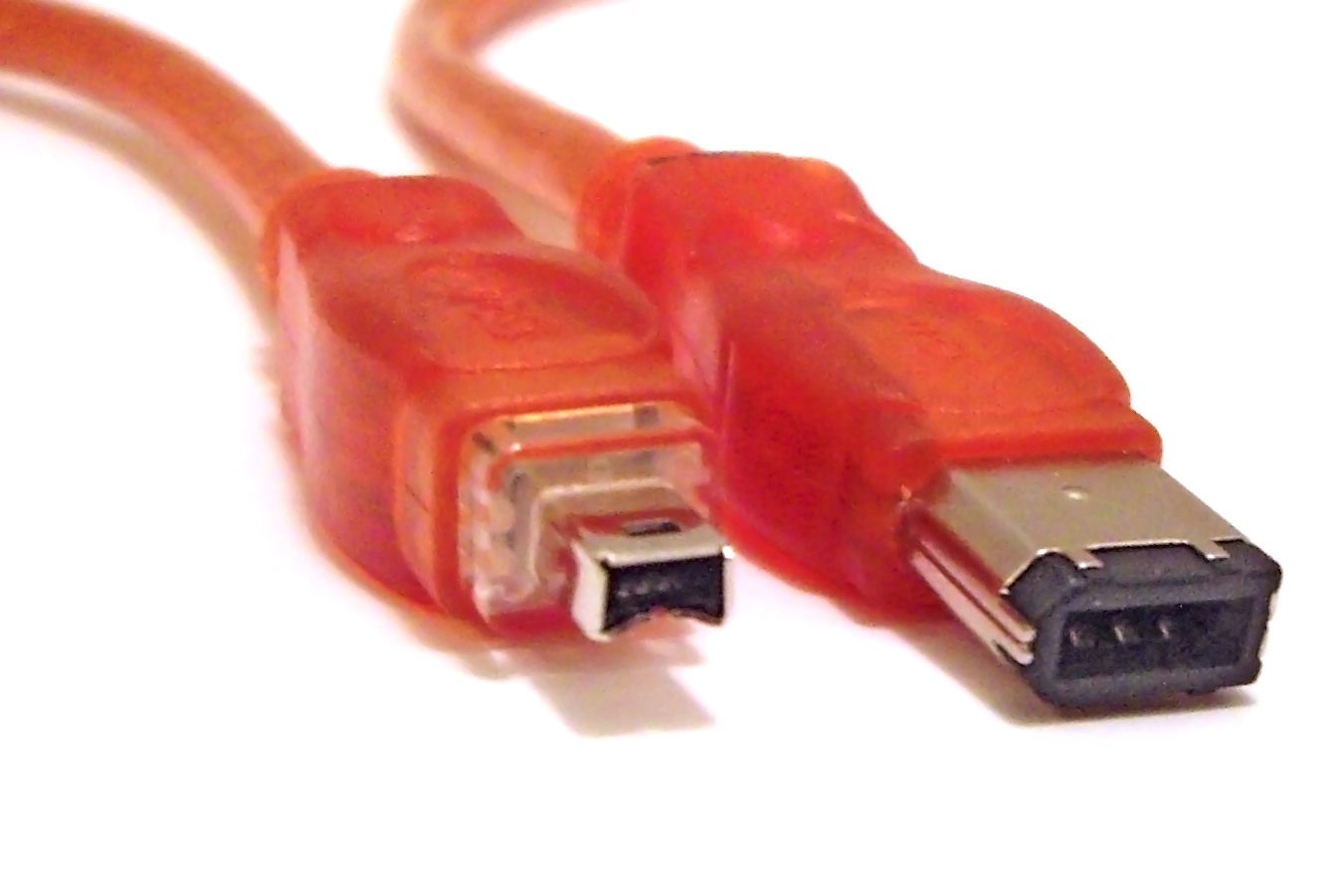
Connectors FireWire de 4 pins (esquerra) i 6 pins (dreta).

L'IEEE 1394 o FireWire és un estàndard multiplataforma per entrada i sortida de dades en sèrie a gran velocitat. Se sol utilitzar per a la interconnexió de dispositius digitals com càmeres digitals i videocàmeres a ordinadors.

## Història
El FireWire va ser inventat per Apple Computer a mitjan dels anys  90, i més tard, va esdevenir l'estàndard multiplataforma Institute of Electrical and Electronics Engineers (IEEE) 1394. Va ser a començaments d'aquest segle quan els principals fabricants de perifèrics digitals van adoptar aquests port com un estàndard establert.

## Característiques
Té una levada velocitat de transferència d'informació, una flexibilitat de la connexió i la capacitat de connectar un màxim de 63 dispositius.
La velocitat de transferència fa que sigui la interfície més utilitzada per a àudio i vídeo digital. Així, s'utilitza molt en càmeres de vídeo, discs durs, impressores, reproductors de vídeo digital, sistemes domèstics per a l'oci, sintetitzadors de música i escàners. Així, per a usos que requereixin la transferència de grans quantitats d'informació, resulta molt superior a l'USB.
N'existeixen dues versions:
- FireWire 400: té una amplada de banda 30 vegades superior que l'USB 1.1.
- IEEE 1394b, FireWire 800 o FireWire 2: duplica la velocitat del FireWire 400.

## Avantatges de FireWire[calcitació]
- Arribar a una velocitat de 400 megabits per segon.
- És fins a 4 cops més ràpid que una xarxa Ethernet 100Base-T i 40 cops més ràpid que una xarxa Ethernet 10Base-T.
- Suporta la connexió de fins a 63 dispositius amb cables d'una longitud màxima de 425 cm.
- No és necessari apagar un escàner o una unitat de CD abans de connectar-lo o desconnectar-lo, i tampoc requereix reiniciar l'ordinador.
- Els cables FireWire es connecten molt fàcilment: no requereixen números d'identificació de dispositius, commutadors DIP, cargols ni tanques de seguretat.
- FireWire funciona tant amb Macintosh com amb PC.
- FireWire 400 envia les dades per cables de fins a 4,5 metres de longitud. Mitjançant fibra òptica professional, FireWire 800 pot distribuir informació per cables de fins a 100 metres. Només és necessari un ordinador o un dispositiu compatible per a arribar a aquestes distàncies.

## Aplicacions del FireWire

### Edició de vídeo digital
L'edició de vídeo digital amb FireWire ha permès una revolució en la producció del vídeo amb sistemes d'escriptori. La incorporació de FireWire en càmeres de vídeo de baix cost i elevada qualitat permet la creació de vídeo professional en Macintosh o PC. FireWire permet la captura de vídeo directament de les noves càmeres de vídeo digital amb port FireWire incorporat i de sistemes analògics mitjançant conversors d'àudio i vídeo a FireWire.

## Comparació amb USB
Tot i que l'USB 2.0 té una velocitat de transferència major que la del FireWire, la transferència de dades mitjançant la interfície FireWire normalment obtenim unes transferències similars a les de la interfície USB 2.0. Els tipics ports USB de PC rarament arriben a transferències de 280 Mbit/s, essent 240 Mbit/s més corrents. Probablement això sigui degut a la dependència que té l'USB del processador del pc per gestionar el protocol de baix nivell de l'USB, mentre que el FireWire delega la mateixa funció a la interfície de hardware (necessitant així menys o cap ús de la CPU).

### XarxesIPsobre FireWire
Es pot utilitzar entre ordinadors Macintosh i perifèrics els protocols IP existents, inclosos AFP, HTTP, FTP, SSH, etc. " Si unim la possibilitat d'utilitzar les connexions FireWire per a crear xarxes TCP/IP a les prestacions de FireWire 2 (FireWire 800), hi ha raons serioses perquè es recuperi ràpidament l'atenció dels fabricants de perifèrics per a satisfer les necessitats dels usuaris d'aplicacions que requereixin gran amplada de banda en xarxes locals, com totes les relacionades amb el vídeo digital.